# Johann Caspar Brüninghaus
Johann Caspar Brüninghaus (* 20. Oktober 1791 in Brüninghausen bei Lüdenscheid; † 16. Dezember 1863 in Werdohl) war ein deutscher Unternehmer.

## Leben
Er entstammte der Reidemeisterfamilie Brüninghaus. Diese war gewerblich in Eisenverarbeitung und -handel aktiv und betrieb auch in erheblichem Umfang Landwirtschaft. Der Vater war Johann Peter Brüninghaus (1756–1809). Er selbst heiratete in erster Ehe im Jahr 1816 Anna Bertram und 1822 Sophie Auguste Adriani. Aus der Ehe ging eine Reihe von Nachkommen hervor.
Brüninghaus besuchte die Rektoratsschule in Lüdenscheid. Danach absolvierte er eine kaufmännische Ausbildung in Bremen. Zusammen mit seinem Bruder Peter Brüninghaus übernahm er nach dem Tod des Vaters und des Großvaters 1810 eine Reihe von Anteilen an Hammerwerken und der Firma Gebr. Brüninghaus. Im Jahr 1828 ließ er die erste Drahtwalze im Kreis Lüdenscheid errichten. Die zum Familienbesitz gehörenden Hammerwerke, Drahtwalzen und Handelsunternehmungen wurden ab 1832 unter der Firma Gebr. Brüninghaus zusammengeführt.
Brüninghaus war 1833 Mitglied des Westfälischen Provinziallandtages.
Nachdem Johann Caspar Brüninghaus 1841 einen Schlaganfall erlitten hatte, kam es zur Aufteilung der gemeinsamen Firma. Johann Caspar Brüninghaus bekam vor allem die Rohstahl- und Reckhämmer. Er ging zur weiteren Entwicklung seiner Betriebe eine Verbindung mit der Firma Geck ein. Nach dem Bau der Ruhr-Sieg-Bahn siedelte er 1855 nach Werdohl über. Dort gründeten seine Söhne noch zu seinen Lebzeiten 1862 mit einem Teilhaber ein neues Werk Gebrüder Brüninghaus & Co. Werdohl. Das spätere Stahlwerk Brüninghaus ging schließlich im Krupp-Konzern auf.

## Trivia
Brüninghaus ist Namensgeber des am 5. Mai 2017 eingeweihten neugestalteten Brüninghaus-Platzes in Werdohl.